# Гермаківські горіхи чорні
Гермакі́вські горі́хи чо́рні — екзотичні вікові дерева, ботанічна пам'ятка природи місцевого значення в Україні.

## Розташування
Зростають поблизу с. Гермаківка Чортківського району Тернопільської області, у кварталі 15 виділі 13 Гермаківського лісництва ДП «Чортківське лісове господарство», в межах лісового урочища «Дача Романського».

## Пам'ятка
Оголошений об'єктом природно-заповідного фонду рішенням виконкому Тернопільської обласної ради № 829 від 28 грудня 1970 року. Перебувають у віданні ДП «Чортківське лісове господарство». Початкова назва — «Горіх чорний», офіційно перейменована на «Гермаківські горіхи чорні» рішенням № 75 другої сесії Тернопільської обласної ради шостого скликання від 10 лютого 2016 року.

## Характеристика
Площа — 0,05 га.
Під охороною — 5 дерев горіха чорного віком понад 90 р., діаметром 75 і 80 см. Цінні в зеленому господарстві.